# DJ Hooligan

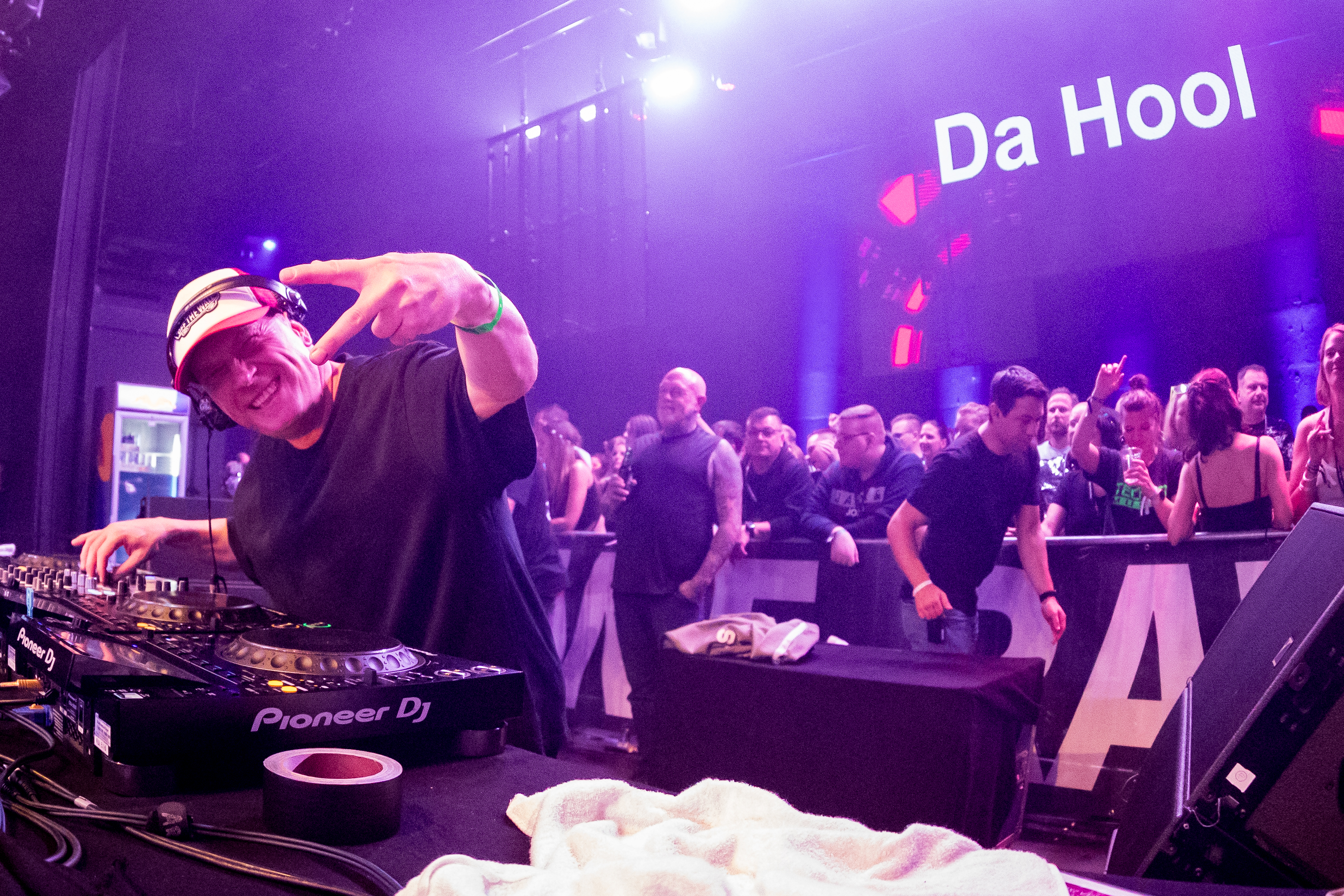
DJ Da Hool bei Sunshine live „Die 90er – Live on Stage“ (2024)

DJ Hooligan (bürgerlich Frank Tomiczek, * 30. Dezember 1968 in Bottrop), auch bekannt unter seinem Pseudonym Da Hool, ist ein deutscher DJ und Technoproduzent.

## Biografie
Mit 18 Jahren begann er neben seiner Ausbildung zum Technischen Zeichner in seiner Heimatstadt Bottrop in einer Diskothek Platten aufzulegen. Als er zu Techno überging, verlor er den Freizeitjob. Er widmete sich von da an voll der Technoszene und arbeitete auch nicht in seinem gelernten Beruf, sondern hielt sich mit anderen Erwerbstätigkeiten, z. B. in der Jugendarrestanstalt Bottrop, finanziell über Wasser.
Als Teil der wachsenden Szene veröffentlichte er in den frühen 1990ern die Single Harder and Deeper, die ein Clubhit wurde. Er legte nach mit B.O.T.T.R.O.P. und dann im Jahr 1994 mit Rave Nation, seinem ersten internationalen Charterfolg. Mit diesem Erfolg im Rücken konnte er seine Nebenjobs quittieren und das DJing als Beruf betreiben. Er trat auf großen Raves auf, remixte Stücke für bekannte Künstler, wie Tom Novy oder Marusha, und produzierte für seine eigenen Projekte, wie La Rocca, Central Love, Hool’s Experience und An Active Trip.
1995 kam die Single Sueño futuro (Wake Up and Dream) und darauf Meet Her at the Loveparade. Weitere Remixe schafften es auch in die Charts, so zum Beispiel der Da-Hool-Remix von Armand Van Heldens The Funk Phenomena.
1996 gründete er sein eigenes Label namens B-Sides und auch gleich seine eigene Produktionsfirma Hool Productions.
Im Zusammenhang mit den gewalttätigen Ausschreitungen deutscher Hooligans rund um die Fußball-Weltmeisterschaft 1998 in Frankreich sah sich Da Hool schwerwiegenden Anschuldigungen ausgesetzt. Bild und Hamburger Morgenpost hatten Fotos, die ihn unter anderem bei seiner Festnahme durch französische Polizisten zeigten, gedruckt und ihn als Rädelsführer bezichtigt. „Ich war an den Krawallen in Lens nicht beteiligt“, erklärte er. Er sei lediglich zwecks Alkoholkontrolle abgeführt worden. Er verwahrte sich dagegen, mit den hemmungslosen Prüglern in einen Topf geworfen zu werden. „Ich möchte nicht als Rechtsradikaler abgestempelt werden, nur weil ich eine Glatze trage und mein Künstlername Da Hool beziehungsweise DJ Hooligan ist.“
Am 21. Februar 2010 war er in der TV-Sendung Das perfekte Promi-Dinner zu sehen.

## Diskografie

### Alben
als DJ Hooligan
- 1995: 3 Years To Become A Ravermaniac

als Da Hool
- 1997: Here Comes Da Hool
- 2008: Light My Fire

### Singles
| Jahr | Titel Album                                    | Höchstplatzierung, Gesamtwochen, AuszeichnungChartplatzierungen (Jahr, Titel, Album, Platzierungen, Wochen, Auszeichnungen, Anmerkungen) | Höchstplatzierung, Gesamtwochen, AuszeichnungChartplatzierungen (Jahr, Titel, Album, Platzierungen, Wochen, Auszeichnungen, Anmerkungen) | Höchstplatzierung, Gesamtwochen, AuszeichnungChartplatzierungen (Jahr, Titel, Album, Platzierungen, Wochen, Auszeichnungen, Anmerkungen) | Höchstplatzierung, Gesamtwochen, AuszeichnungChartplatzierungen (Jahr, Titel, Album, Platzierungen, Wochen, Auszeichnungen, Anmerkungen) | Höchstplatzierung, Gesamtwochen, AuszeichnungChartplatzierungen (Jahr, Titel, Album, Platzierungen, Wochen, Auszeichnungen, Anmerkungen) | Anmerkungen                                         |
| Jahr | Titel Album                                    | DE | AT | CH | UK | US | Anmerkungen                                         |
| ---- | ---------------------------------------------- | --- | --- | --- | --- | --- | --------------------------------------------------- |
| 1994 | Rave Nation –                                  | DE16 (18 Wo.)DE | AT30 (1 Wo.)AT | CH19 (13 Wo.)CH | — | — | Erstveröffentlichung: November 1994 als DJ Hooligan |
| 1995 | Sueño Futuro –                                 | DE51 (2 Wo.)DE | — | CH39 (4 Wo.)CH | — | — | Erstveröffentlichung: Juni 1995 als DJ Hooligan     |
| 1996 | I Want You –                                   | DE94 (1 Wo.)DE | — | — | — | — | Erstveröffentlichung: Februar 1996 als DJ Hooligan  |
| 1997 | Meet Her at the Love Parade Here Comes Da Hool | DE4 (15 Wo.)DE | AT23 (11 Wo.)AT | CH17 (6 Wo.)CH | UK15 Silber · (10 Wo.)UK | — | Erstveröffentlichung: August 1997                   |
| 1997 | Bora Bora Here Comes Da Hool                   | DE21 (9 Wo.)DE | — | — | UK35 (3 Wo.)UK | — | Erstveröffentlichung: November 1997                 |
| 1998 | Hypochonda –                                   | DE49 (3 Wo.)DE | — | — | — | — | Erstveröffentlichung: Juni 1998                     |
| 1999 | Mama Sweet –                                   | DE68 (2 Wo.)DE | — | — | — | — | Erstveröffentlichung: Januar 1999                   |
| 1999 | Wankers on Duty –                              | DE38 (5 Wo.)DE | — | — | — | — | Erstveröffentlichung: November 1999                 |
| 2000 | Eichelrück –                                   | DE61 (1 Wo.)DE | — | — | UK82 (2 Wo.)UK | — | Erstveröffentlichung: Juli 2000                     |
| 2001 | Meet Her at the Love Parade 2001 –             | DE67 (3 Wo.)DE | — | — | UK11 (9 Wo.)UK | — | Erstveröffentlichung: Juli 2001                     |

als DJ Hooligan
- 1992: Harder ’n Deeper
- 1992: It’s a Dreamsong
- 1993: Spacegirl
- 1993: The Culture
- 1993: B.O.T.T.R.O.P.
- 1994: Imagination of House
- 1996: System Ecstasy
- 2009: Wegatek

als Da Hool
- 1996: Hard Time Tango
- 1996: Get Funky
- 1997: Freakstyle
- 2000: Dr. Mabuse
- 2003: Hazy/Crazy
- 2004: Set the Stakes High
- 2004: In the Beginning
- 2005: Bow Down
- 2006: Streetlife
- 2007: Der Stahlelefant
- 2007: Light My Fire
- 2008: Hold On
- 2008: Wir sind Sexy
- 2009: See That Girl
- 2009: This Track Is Burning (Hool vs. Zenker)
- 2009: Summer
- 2009: Never turn around
- 2010: I wish (Da Hool & Daniel Hoppe)
- 2011: This is Tricky (inkl. agee! remix)
- 2011: No love anymore (Hool & agee!)

als Schröder und seine Freunde
- 2011: Eva

## Auszeichnungen für Musikverkäufe
| Goldene Schallplatte - Australien - 1998: für die Single Meet Her at the Love Parade - Belgien - 1998: für die Single Meet Her at the Love Parade - Frankreich - 1997: für die Single Meet Her at the Love Parade |

Anmerkung: Auszeichnungen in Ländern aus den Charttabellen bzw. Chartboxen sind in ebendiesen zu finden.
| Land/RegionAuszeichnungen für Musikverkäufe (Land/Region, Auszeichnungen, Verkäufe, Quellen) | Silber  | Gold     | Platin | Verkäufe | Quellen     |
| -------------------------------------------------------------------------------------------- | ------- | -------- | ------ | -------- | ----------- |
| Australien (ARIA)                                                                            | —       | Gold1    | —      | 35.000   | aria.com.au |
| Belgien (BRMA)                                                                               | —       | Gold1    | —      | 25.000   | ultratop.be |
| Frankreich (SNEP)                                                                            | —       | Gold1    | —      | 250.000  | infodisc.fr |
| Vereinigtes Königreich (BPI)                                                                 | Silber1 | —        | —      | 200.000  | bpi.co.uk   |
| Insgesamt                                                                                    | Silber1 | 3× Gold3 | —      |          |             |